# Text (diplomatika)
Text je v diplomatice označení pro část listiny, která se nachází mezi úvodní částí (protokolem) a závěrečnou částí (eschatokolem).

## Součásti
Text může obsahovat některou z následujících částí:
- Arenga: všeobecné, mnohdy nábožensky motivované důvody vydání listiny
- Promulgace (publikace, notofikace): oznamovací formule
- Narace: konkrétní důvody vydání listiny
- Dispozice: vlastní právní jádro listiny
- Sankce: tresty za nedodržení (kominace) či odměny za zachování (benedikce) aktu sjednaného v listině
- Koroborace: způsob ověření listiny (pečetí, podpisem)